# Plácido de Castro FC
Plácido de Castro FC is een Braziliaanse voetbalclub uit Plácido de Castro in de staat Acre.

## Geschiedenis
De club werd opgericht in 1979. Na jaren amateurvoetbal werd de club een profclub in 2008 en speelde dat jaar voor het eerst in de hoogste klasse van het Campeonato Acreano. In het eerste seizoen eindigde de club op een derde plaats. In 2013 werd de club staatskampioen.

## Erelijst
Campeonato Acreano
2013